# Qualificazioni alla Coppa d'Asia 2023 - Playoff
Questa voce raccoglie i risultati delle partite dei Playoff validi per l'accesso al terzo turno delle qualificazioni alla Coppa d'Asia 2023. Le quattro peggiori quinte classificate dei gironi del secondo turno si affrontano in partite di andata e ritorno. La regola dei gol in trasferta è in vigore in questo turno. Nel caso di parità, si giocheranno i tempi supplementari o si andrà ai calci di rigore.
| Squadra 1 | Totale | Squadra 2     | Andata | Ritorno |
| --------- | ------ | ------------- | ------ | ------- |
| Guam      | 1 - 3  | Cambogia      | 0 - 1  | 1 - 2   |
| Indonesia | 5 - 1  | Taipei cinese | 2 - 1  | 3 - 0   |

## Risultati

### Andata
| Arbitro: | Abo Yehia |

|  |           |               |
|  | Marcatori | 26’ Vathanaka |

| Arbitro: | Heydari |

|                        |           |                  |
| Rumakiek 16’ Dimas 48’ | Marcatori | 90’ Hsu Heng-pin |

### Ritorno
| Arbitro: | Habib |

|                         |           |              |
| Suhana 51’ Sokpheng 55’ | Marcatori | 36’ Mendiola |

| Arbitro: | Arafah |

|  |           |                                         |
|  | Marcatori | 26’ Maulana 55’ Kambuaya 90+3’ Sulaeman |

 Cambogia e  Indonesia avanzano al terzo turno.